# 亞當·費拉拉
亞當·費拉拉（Adam Ferrara，1966年2月2日—）是美國的一位演員和喜劇演員。他最著名的作品是在電視劇火線救援中飾演Nelson角色。他是美國版頂級跑車秀的主持人。